# Farmkrise
Als Farmkrisen werden die Krisen der amerikanischen Landwirtschaft bezeichnet. Solche Krisen traten mehrfach auf und lagen in einem Wandel der Produktionsmethoden und Verbrauchernachfrage begründet. Bedeutende Farmkrisen waren die Farmkrise der 1920er Jahre sowie die Farmkrise im mittleren Westen in den 1980er Jahren.

## Farmkrise der 1920er Jahre
Als Folge von Hilfeleistungen der USA an die kriegführenden Mächte der Entente cordiale im Ersten Weltkrieg stieg die Agrarproduktion in den USA an. Ermutigt von der Regierung, wurde mehr Boden urbar gemacht. Es entstand zudem ein Bedarf an zusätzlichen Arbeitskräften, der sich mit dem Kriegseintritt der USA und der Einberufung von Landarbeitern und Farmern noch verschärfte. Viele Farmer verschuldeten sich, um neue Landmaschinen zu erwerben oder ihren Betrieb zu elektrifizieren. In der Erwartung, dass es sehr lang dauern würde, ehe sich die europäische Landwirtschaft von den Kriegsfolgen erholen würde, stiegen auch Preise für Farmland markant an: Im nationalen Durchschnitt lagen sie 1920 um 22 Prozent höher als im Vorjahr und um 68 Prozent höher als 1914. Als sich der Agrarsektor in Europa schneller entwickelte, brachen die Preise ein und viele Farmer sahen sich zunehmend auch außerstande, ihren Verpflichtungen nachzukommen und ihre Raten und Hypotheken zu bedienen. Auch die fälligen – und infolge des früheren besseren Einkommens höheren – Steuern konnten viele nicht mehr begleichen. Das komplexe Problem begleitete die US-Wirtschaft über anderthalb Jahrzehnte.

## Farmkrise der 1980er Jahre
In den 1970er Jahren dominierten in der US-amerikanischen Landwirtschaft noch leistungsfähige Familienbetriebe. Durch ihre hohe regionale Spezialisierung bildeten sich bestimmte Zonen, in welchen der Anbau einer bestimmten Pflanzensorte vorherrschte.
Heute existiert diese Landwirtschaftsform kaum noch. Kennzeichen der heutigen Landwirtschaft sind riesige Felder, auf welchen eine einzige Pflanzensorte angebaut wird (Monokultur), dementsprechend große Saat-, Bearbeitungs- und Erntemaschinen.
Zur Zeit der allgemeinen Wirtschaftsrezession in den USA (zweite Ölkrise, 1979 bis 1982) wurde die Landwirtschaft zunehmend unrentabler. Außer der allgemeinen Wirtschaftsflaute und den gestiegenen Kosten für Betriebsstoffe und Dünger gab es dafür auch politische Ursachen. So führten das Getreideembargo gegen die Sowjetunion infolge des sowjetischen Angriffskrieges gegen Afghanistan (1980) und eine Kürzung der Subventionen für landwirtschaftliche Güter zu einem massiven Strukturwandel. Verschärft wurde die Situation durch eine verheerende Dürre. Nur diejenigen Betriebe konnten überleben, die groß genug waren, um ihre Flächen mit modernen Gerätschaften bearbeiten zu können und um kreditwürdig zu erscheinen. In der Folge fielen die Bodenpreise um bis zu 50 Prozent. Die Regierung riet den Agrarbetrieben, Flächen stillzulegen.
Der Strukturwandel der Farmen in den USA ist durch folgende Prozesse gekennzeichnet:
- Spezialisierung
- Flächenvergrößerung
- Rationalisierung,
- Verringerung der Anzahl an Arbeitskräften pro Farm,
- Flächenausweitung durch künstliche Bewässerung in ökologisch labile Trockengebiete